# Ferrarelle
Die Ferrarelle S.p.A. ist ein international tätiger italienischer Getränkehersteller. Das in Riardo in der Provinz Caserta ansässige Unternehmen produziert und vertreibt die Mineralwasser Ferrarelle, Fonte Essenziale Boario, Natía, Roccafina, Santagata und Vitasnella. Das jährlich in den Werken in Riardo und in Boario abgefüllte Volumen liegt bei rund 1 Milliarde Liter. Ferrarelle beschäftigt rund 400 Mitarbeiter und erwirtschaftete 2022 einen Umsatz von 243 Millionen Euro. 

## Geschichte
Das Unternehmen wurde 1893 mit dem Zweck gegründet, die Quellen in Riardo, die bereits in der Antike von den Römern genutzt wurden, zu erschließen. 1925 ging Ferrarelle in den Besitz der mit Sangemini bereits im Mineralwassergeschäft tätigen Familie Violati über, wodurch die Sangemini-Ferrarelle Gruppe entstand. 
1987 verkaufte die Familie Violati das Unternehmen an ein Konsortium bestehend aus dem französischen Danone Konzern, damals noch BSN, und der Ifil der Familie Agnelli. 1991 trat Ifil ihren Anteil an der Società Sangemini-Ferrarelle an Danone ab. Damit verbunden war auch die im August 1991 erfolgte Umbenennung in Italaquae S.p.A., in der 1992 die Società delle Acque e delle Terme di Boario integriert wurde. Gleichzeitig wurden die Marken Sangemini und Fabia wieder aus dem Unternehmen herausgelöst und verkauft. Anfang 2005 wurde Italaquae an die italienische LGR Holding verkauft und wieder in ihren ursprünglichen Namen Ferrarelle umbenannt.